# ادسون برافهید
ادسون رنه برافهید (هلندی: Edson René Braafheid؛ زادهٔ ۸ آوریل ۱۹۸۳) بازیکن فوتبال اهل هلند است.
وی فوتبال حرفه‌ای را در تیم اوترخت در سال ۲۰۰۳ آغاز کرد، سپس به تیم‌های توئنته، بایرن مونیخ، سلتیک و هافنهایم پیوست.
وی ۱۰ بازی ملی در کارنامه دارد و در بازی‌های المپیک تابستانی ۲۰۰۸ پکن عضو تیم امید هلند و جام جهانی فوتبال ۲۰۱۰ عضو تیم ملی فوتبال هلند بوده‌است.